# Jerskin Fendrix
Joscelin Dent-Pooley, noto come Jerskin Fendrix (Birmingham, 1995) è un compositore e musicista britannico.

## Biografia
Joscelin Dent-Pooley è cresciuto nei pressi di Market Drayton nelle West Midlands. Durante la sua infanzia, ha imparato a suonare il violino e il pianoforte. Ha frequentato la Adams' Grammar School di Newport e si è laureato in musica classica all'Università di Cambridge. Nel 2018 ha composto la colonna sonora della rappresentazione teatrale di Ubu re di Alfred Jarry, tenutasi al Victoria and Albert Museum di Londra. Nel dicembre dello stesso anno, ha collaborato con i Black Midi alla canzone Ice Cream. Nel 2020 ha pubblicato il suo primo album, Winterreise. Dopo aver ascoltato l'album, il regista Yorgos Lanthimos ha assoldato Fendrix per comporre la colonna sonora del suo film Povere creature!, uscito nel 2023. Per il film, ha ricevuto la candidatura al Premio Oscar, al Golden Globe e al Premio BAFTA per la migliore colonna sonora originale. Nel 2024 è ritornato a collaborare con Lanthimos in Kinds of Kindness e anche l'anno successivo in Bugonia.

## Filmografia

### Compositore
- Povere creature! (Poor Things), regia di Yorgos Lanthimos (2023)
- Kinds of Kindness, regia di Yorgos Lanthimos (2024)
- Bugonia, regia di Yorgos Lanthimos (2025)

### Attore
- Povere creature! (Poor Things), regia di Yorgos Lanthimos (2023)
- Kinds of Kindness, regia di Yorgos Lanthimos (2024)
- Bugonia, regia di Yorgos Lanthimos (2025)

## Riconoscimenti
- Premio Oscar
  - 2024 - Candidatura alla miglior colonna sonora originale per Povere creature!
- Golden Globe
  - 2024 - Candidatura alla miglior colonna sonora originale per Povere creature!
- Premio BAFTA
  - 2024 - Candidatura alla miglior colonna sonora per Povere creature!
- Critics' Choice Awards
  - 2024 - Candidatura alla miglior colonna sonora per Povere creature!
- Satellite Award
  - 2024 - Candidatura alla miglior colonna sonora per Povere creature!